# Zubovići (Novalja)
Zubovići falu Horvátországban, Lika-Zengg megyében. Közigazgatásilag Novaljához tartozik.

## Fekvése
A Pag-sziget északnyugati részén Novaljától 9 km-re délkeletre, a sziget belsejébe mélyen benyúló Pagi-öböl (Paški zaljev) északi partján, a sziget Barbatinak nevezett részén, Kustići és Metajna között fekszik.

## Története
A 18. században keletkezett település egykor a Sridnje Selo nevet viselte. Ekkor Pag városából a Zubović család telepedett itt le, akik az akkor még gyakori tonhalrajok halászatából éltek. A Zubovićok egyébként eltörökösödött likai horvátok voltak, akik a 17. század elején visszatértek a keresztény hitre és ebből az alkalomból Pag városában hálából templomot emeltek. 1857-ben 146, 1910-be 341 lakosa volt. Az utóbbi időben a falu egyre inkább üdülő településsé fejlődött. 2011-ben 195 lakosa volt. Lakói főként a turizmusból és halászatból élnek.

## Lakosság
| Lakosság változása | Lakosság változása | Lakosság változása | Lakosság változása | Lakosság változása | Lakosság változása | Lakosság változása | Lakosság változása | Lakosság változása | Lakosság változása | Lakosság változása | Lakosság változása | Lakosság változása | Lakosság változása | Lakosság változása | Lakosság változása |
| ------------------ | ------------------ | ------------------ | ------------------ | ------------------ | ------------------ | ------------------ | ------------------ | ------------------ | ------------------ | ------------------ | ------------------ | ------------------ | ------------------ | ------------------ | ------------------ |
| 1857               | 1869               | 1880               | 1890               | 1900               | 1910               | 1921               | 1931               | 1948               | 1953               | 1961               | 1971               | 1981               | 1991               | 2001               | 2011               |
| 146                | 181                | 179                | 200                | 287                | 341                | 341                | 593                | 326                | 338                | 352                | 372                | 301                | 251                | 218                | 195                |